# 威比奖
威比奖（英語：Webby Awards）是由国际数位艺术和科学协会（International Academy of Digital Arts and Sciences）主办和评审, 来奖励一年之中最具代表性的网站、数位及社交类优秀作品。威比奖设立之初是一个针对网站设计、功能以及创意，评选全球年度最佳网站的奖项。1996年，The Web杂志用3万美元资金和非现金捐赠品设立了该奖项，划分为十五个类别。1998年，The Web杂志关闭，新成立的国际数位艺术和科学协会接管了威比奖，该协会是一个由网路专家、企业幹部等组成的投票实体，其目标是奖励高品質的网路内容以及为专业技术人士和公众提供教育。
威比奖被《纽约时报》稱为“網際网路最高荣誉” “網際网路界奥斯卡奖”，评选注重于创新和技术，而不注重商业模式和盈利。威比奖一个最大的特色就是领奖人发表致辞时，最多不能超过5个词。威比奖中还专门设置了一个“人民之声奖”，可以由全球网民参与投票。威比奖的奖杯是银白色的，由一个圆形的金属底座和一条弹簧组成。弹簧的直径约12厘米、高约35厘米。

## 评选过程
威比奖于设立之初采用协会内部推荐的方式提名。而自2000年起，则改以投稿参赛的方式征件。
在公开征件的阶段，每一件作品会由 IADAS 准会员进行评分。第一轮获得高分的作品则会被列入各类奖项的候选名单，并由协会的执行会员进行第二轮评选。
参与评选的执行会员会依各自的专业，以及各类奖项的评选标准，从候选名单中票选出威比奖的荣誉入选作品，入围作品，以及得奖作品。
除了 IADAS 评选的得奖作品外，各类奖项会开放人气投票，由全球网民票选出“人民之声奖”的得主。所有奖项类别的协会票选得奖主与人民之声奖得主皆会受邀参加威比的颁奖典礼。

## 过去得主
威比奖的过去得主包含：
亚马逊公司、eBay、客涯、雅虎、iTunes、Google、联邦快递、BBC新闻、CNN、MSNBC、纽约时报、Facebook、维基百科、Flickr、ESPN、喜剧中心、美国公共电视台、我们的办公室、SwiftKey、NASA、乔治·武井、Airbnb、洋葱报、Kickstarter、Mashable、查克·葛里芬纳奇，以及贾斯汀·比伯。
除此之外，为表彰杰出个体的贡献，IADAS 每年会额外颁发“特别成就奖”。该奖项的过去得主包含：
艾尔·高尔、王子、大卫·鲍伊、史蒂芬·荷伯、米歇·龚德里、野兽男孩、凯文·史贝西、班克斯、劳伦斯·雷席格，以及杰瑞·赛恩菲尔德。

## 威比奖的奖项
现在分为30个类别：
- 实践
- 艺术
- 宽頻
- 商业
- 社区
- 教育
- 时尚
- 电影
- 财务
- 游戏
- 政府与法律
- 保健
- 幽默
- 少儿
- 生活
- 音乐
- 网络艺术
- 新闻
- 无线电广播
- 个人网站
- 印刷出版
- 政治
- 科学
- 服务
- 精神心灵
- 体育运动
- 技术成就
- 旅游
- 电视
- 怪异
- 青年

### 威比商业奖
- 汽车
- 创造性服务
- 金融服务
- 食物和饮料
- "Good Deeds"
- 健康/医药
- 資訊技术
- 媒体/娱乐
- 销售与通讯
- 专业服务
- 零售
- 技术服务
- 电信
- 旅游/观光